# 20843 Куотзухао
20843 Куотзухао (20843 Kuotzuhao) — астероїд головного поясу, відкритий 24 жовтня 2000 року.
Тіссеранів параметр щодо Юпітера — 3,513.